# Il fidanzato di cartone

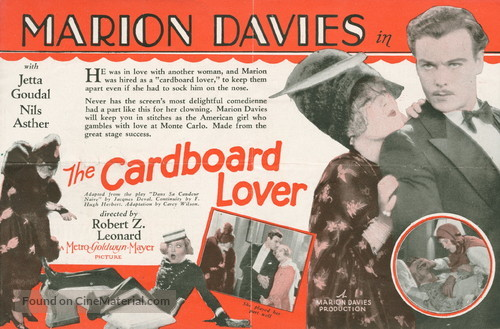
Immagine promozionale del film

Il fidanzato di cartone (The Cardboard Lover) è un film muto del 1928 diretto da Robert Z. Leonard. La sceneggiatura si basa su Dans sa cadeur naïve, lavoro teatrale di Jacques Deval andato in scena in prima a Parigi il 13 gennaio 1926.

## Trama
Sally, un'impertinente ragazza americana in giro per l'Europa con alcuni compagni di scuola, si trova a Montecarlo, dove conosce André, un campione di tennis francese. La ragazza si innamora di lui, ma André è infatuato di Simone, una smorfiosa francese che lo tiene sulla corda. Per ingelosirla, il giovane assume proprio Sally come fidanzata di copertura. Ignaro dei sentimenti di Sally, André finisce però per lasciarsi conquistare dall'ingenua ed eccentrica americana che lo porterà finalmente all'altare.

## Produzione
Il film fu prodotto dalla Cosmopolitan Productions per la Metro-Goldwyn-Mayer (MGM).

## Distribuzione
Il copyright del film, richiesto dalla Metro-Goldwyn-Mayer Distributing Corp., fu registrato il 25 agosto 1928 con il numero LP25928.
Benché il film sia stato registrato al copyright come The Cardboard Lover, Film Daily e Variety riportano il titolo di Cardboard Lover apparendo talvolta anche come Her Cardboard Lover.
Distribuito dalla Metro-Goldwyn-Mayer (MGM) il film uscì nelle sale cinematografiche statunitensi il 2 settembre 1928 dopo essere stato presentato in prima a New York il 25 agosto 1928.
In Italia, distribuito dalla Metro Goldwyn con il visto di censura numero 24721, uscì con il titolo Il fidanzato di cartone cui, nell'aprile 1930, venne aggiunto il titolo alternativo Prigioniero d'amore.
Copia completa della pellicola si trova conservata negli archivi della Library of Congress di Washington.

## Altre versioni
La commedia originale di Jacques Deval fu adattata in inglese da Valerie Wyngate e P. G. Wodehouse, venendo portata sullo schermo in due altre versioni cinematografiche:
- Chi la dura la vince (The Passionate Plumber), regia di Edward Sedgwick (1932)
- Avventura all'Avana (Her Cardboard Lover), regia di George Cukor (1942)